# Raimund Weisbach
Raimund Weisbach (* 16. September 1886 in Glogau; † 16. Juni 1970 in Kassel) war ein deutscher Offizier der Kaiserlichen Marine, Reichsmarine und Kriegsmarine. Er wurde vor allem dafür bekannt, dass er als Wachoffizier auf U 20 am 7. Mai 1915 den verhängnisvollen Torpedo auf die Lusitania schoss. Als U-Boot-Kommandant versenkte er später mit U 19 und U 81 insgesamt 36 Schiffe.

## Militärische Laufbahn
Weisbach trat nach dem Abitur im April 1905 in die Kaiserliche Marine ein und wurde am 28. September 1908 zum Leutnant zur See und am 27. Januar 1911 zum Oberleutnant zur See befördert. Später war er bis Februar 1915 Wachoffizier auf der Medusa. Er war Wach- und Torpedooffizier auf U 20, als dieses im Mai 1915 vor der irischen Südküste operierte und am 7. Mai die Lusitania sichtete. Auf Befehl seines Kommandanten, Kapitänleutnant Walther Schwieger, schoss er den Torpedo ab, der zum Untergang des großen Passagierdampfers und damit zum Tod von fast 1200 Menschen führte.
Am 16. März 1916 wurde Weisbach Kommandant von U 19, mit dem er bald darauf zu einer ungewöhnlichen Mission auslief. In Helgoland kamen der irische Revolutionär Roger Casement und zwei Begleiter an Bord, die in Irland für die Unabhängigkeit Irlands von Großbritannien kämpfen wollten (siehe: Osteraufstand). Sie waren am 12. April 1916 in Wilhelmshaven auf U 20 unter Kapitänleutnant Schwieger eingestiegen, aber eineinhalb Tage nach der Ausreise erlitt U 20 eine Havarie am Tiefenruder, die Schwieger zwang, Helgoland anzulaufen, wo die drei Passagiere auf U 19 umstiegen. U 19 traf in der Nacht zum 21. April an der südwestirischen Küste vor der County Kerry ein, traf dort jedoch nicht den als norwegisches Schiff Aud getarnten Frachter Libau, der Waffen für die irischen Aufständischen an Bord hatte, und setzte Casement und seine Begleiter auf deren Wunsch mit einem Dingi in der Ballyheige Bay an Land. Bereits am nächsten Morgen wurde Casement von der Royal Irish Constabulary verhaftet.
In den folgenden Tagen führte Weisbach Handelskrieg und versenkte sechs Schiffe mit zusammen 18.280 BRT. Noch während dieser Fahrt wurde er am 24. April 1916 zum Kapitänleutnant befördert.
Am 10. August 1916 gab er, nach zwei weiteren Feindfahrten in der Nordsee ohne Versenkungserfolge, das Kommando über das in die Ostsee verlegende U 19 ab. Ab dem 22. August kommandierte er das neu in Dienst gestellte U-Boot U 81. Mit diesem unternahm er fünf Feindfahrten in der Nordsee und im östlichen Nordatlantik. Dabei wurden 31 Handelsschiffe mit einer Gesamttonnage von 89.005 BRT versenkt.
Am 1. Mai 1917 versenkte U 81 westlich von Irland den britischen Tanker San Urbano und war im Begriff, ein weiteres Schiff durch Geschützfeuer anzugreifen. Hierzu fuhr U 81 aufgetaucht um das Heck des Schiffes, um vor der Versenkung dessen Namen festzustellen. Währenddessen griff das in der Nähe befindliche britische U-Boot E 54 getaucht an, umrundete den Bug des Schiffes und schoss dann zwei Torpedos aus etwa 400 Metern Entfernung auf U 81. Das deutsche Boot sank so schnell, etwa auf Position 51° 25′ N, 13° 5′ W, dass nur Weisbach und die sechs Männer überlebten, die sich auf der Brücke bzw. auf Deck bei dem Geschütz befanden. 24 Mann der Besatzung kamen ums Leben.
Weisbach verbrachte den Rest des Kriegs in britischer Kriegsgefangenschaft.
Nach dem Krieg wurde er in die Reichsmarine übernommen und am 1. August 1924 Korvettenkapitän. Als Fregattenkapitän (Beförderung am 1. Oktober 1929) war er 1930 Kommandant von Kiel, Hafenkapitän von Kiel und Kommandant der Seewasserstraße Kaiser-Wilhelm-Kanal. Am 30. September 1931 erhielt er den Charakter als Kapitän zur See (E) und war 1935 Marinereferent der Wehrersatzinspektion Hamburg.
Am 1. Oktober 1937 wurde er regulär Kapitän zur See und war bis Oktober 1943 Gruppenleiter der Marine der Wehrersatzinspektion Hamburg und gleichzeitig Marineverbindungsoffizier zum Wehrkreiskommando. Anschließend war er bis Kriegsende Lehrer für Seekriegsgeschichte an der Marineschule Schleswig.
1966 war er Gast der irischen Regierung bei der 50-Jahr-Feier des Osteraufstands.

## Film und Fernsehen
- In dem zweiteiligen Fernsehfilm Sir Roger Casement von 1968 wurde Weisbach von Dieter Eppler dargestellt.